# جیم تورپ
جیم تورپ (انگلیسی: Jim Thorpe؛ زاده ۲۸ مهٔ ۱۸۸۸ درگذشته ۲۸ مارس ۱۹۵۳) یک ورزشکار آمریکایی و دارنده مدال طلای المپیک بود. تورپ اولین بومی آمریکایی بود که مدال طلای المپیک را برای ایالات متحده به دست آورد. او که یکی از همه‌کاره‌ترین ورزشکاران در ورزش‌های مدرن به حساب می‌آید، در بازی‌های المپیک تابستانی ۱۹۱۲ دو مدال طلای المپیک (یکی در پنج‌گانه کلاسیک و دیگری در ده‌گانه) کسب کرد. او همچنین فوتبال (دانشگاهی و حرفه‌ای)، بیسبال حرفه‌ای و بسکتبال بازی می‌کرد.

## زندگی‌نامه
اطلاعات در مورد تولد تورپ، نام و پس زمینه قومی وی به‌طور گسترده‌ای متفاوت است. او را در «کلیسای کاتولیک» با نام جیمز فرانسیس تورپ تعمید دادند. تورپ در قلمرو بومیان آمریکا متولد شد اما هیچ گواهی تولد ی از وی یافت نشد. او در ۲۸ مه ۱۸۸۸، در نزدیکی شهر پراگ، اوکلاهما به دنیا آمد. تورپ خودش در مقاله ای در سال ۱۹۴۹ گفت که او در ۲۸ مه سال ۱۸۸۸ متولد شده‌است.
از فیلم‌ها یا مجموعه‌های تلویزیونی که وی در آن‌ها نقش داشته‌است می‌توان به شی اشاره نمود.